# Kreuth
Kreuth è un comune tedesco di 3 867 abitanti, situato nel land della Baviera.